# Piotr i Paweł
Piotr i Paweł  — польська мережа супермаркетів зі штаб-квартирою в Познані. Заснована в 1990 році Елеонорою Вош та її синами Пйотром і Павлом. З 2003 року здійснює продаж товарів через інтернет.
Станом на 24 жовтня 2016 року мережа нараховувала 138 магазинів по всій Польщі. Оборот мережі в 2015 році склав 2,123 млрд злотих. З початку 2018 року мережа закрила 36 відділень, п'ять продала мережі «Biedronka» та відкрила три нових магазини, які встановили кількість магазинів на кінець третього кварталу 2018 року у кількості — 108 торгових точок. 12 вересня 2018 року суд у Познані відкрив справу відносно банкрутства мережі. З 1 червня 2018 року Марек Мєнтка є президентом компаній групи «Piotr i Paweł». 30 серпня 2019 року компанії групи уклали угоду з банками, які є їх найбільшими кредиторами.
У жовтні 2019 року 80 % частки мережі супермаркетів «Piotr i Paweł», яка мала чималі кредитні зобов'язання, придбані у фонду «Capital Partners» південноафриканською компанією «Spar Group» за символічних 1 євро.

## Власники
- 2017[9]: Пйотр Януш Вош 48,6%, Павел Вош 39,12%, Елеонора Станіслава Вош 9,87%, Юстина Вош 2,26%.
- 2018[10]: TFI Capital Partners 100%.
- 2019[8]: Spar Group 80%, TFI Capital Partners 20%.